# Henk van Leeuwen
Henk van Leeuwen (* 2. dubna 1951, Rotterdam) je bývalý byl nizozemský fotbalista, útočník.

## Fotbalová kariéra
V nizozemské lize hrál za Feyenoord, Roda JC Kerkrade a FC Den Haag. Celkem v nizozemské lize nastoupil ve 206 ligových utkáních a dal 67 gólů. V Poháru mistrů evropských zemí nastoupil v 1 utkání a v Poháru vítězů pohárů nastoupil v 6 utkáních a dal 3 góly. Za nizozemskou reprezentaci nastoupil v roce 1978 ve 2 utkáních a dal 1 gól.

## Ligová bilance
| Ročník                    | Zápasy | Góly | Klub             |
| ------------------------- | ------ | ---- | ---------------- |
| Eredivisie 1969/70        | 1      | 0    | Feyenoord        |
| Eredivisie 1971/72        | 1      | 0    | Feyenoord        |
| Eredivisie 1973/74        | 30     | 4    | Roda JC Kerkrade |
| Eredivisie 1974/75        | 26     | 10   | FC Den Haag      |
| Eredivisie 1975/76        | 31     | 16   | FC Den Haag      |
| Eredivisie 1976/77        | 23     | 10   | FC Den Haag      |
| Eredivisie 1977/78        | 33     | 15   | FC Den Haag      |
| Eredivisie 1978/79        | 22     | 3    | FC Den Haag      |
| Eredivisie 1979/80        | 15     | 3    | FC Den Haag      |
| Eredivisie 1980/81        | 24     | 6    | FC Den Haag      |
| CELKEM 1. nizozemská liga | 206    | 67   |                  |